# Miley Stewart

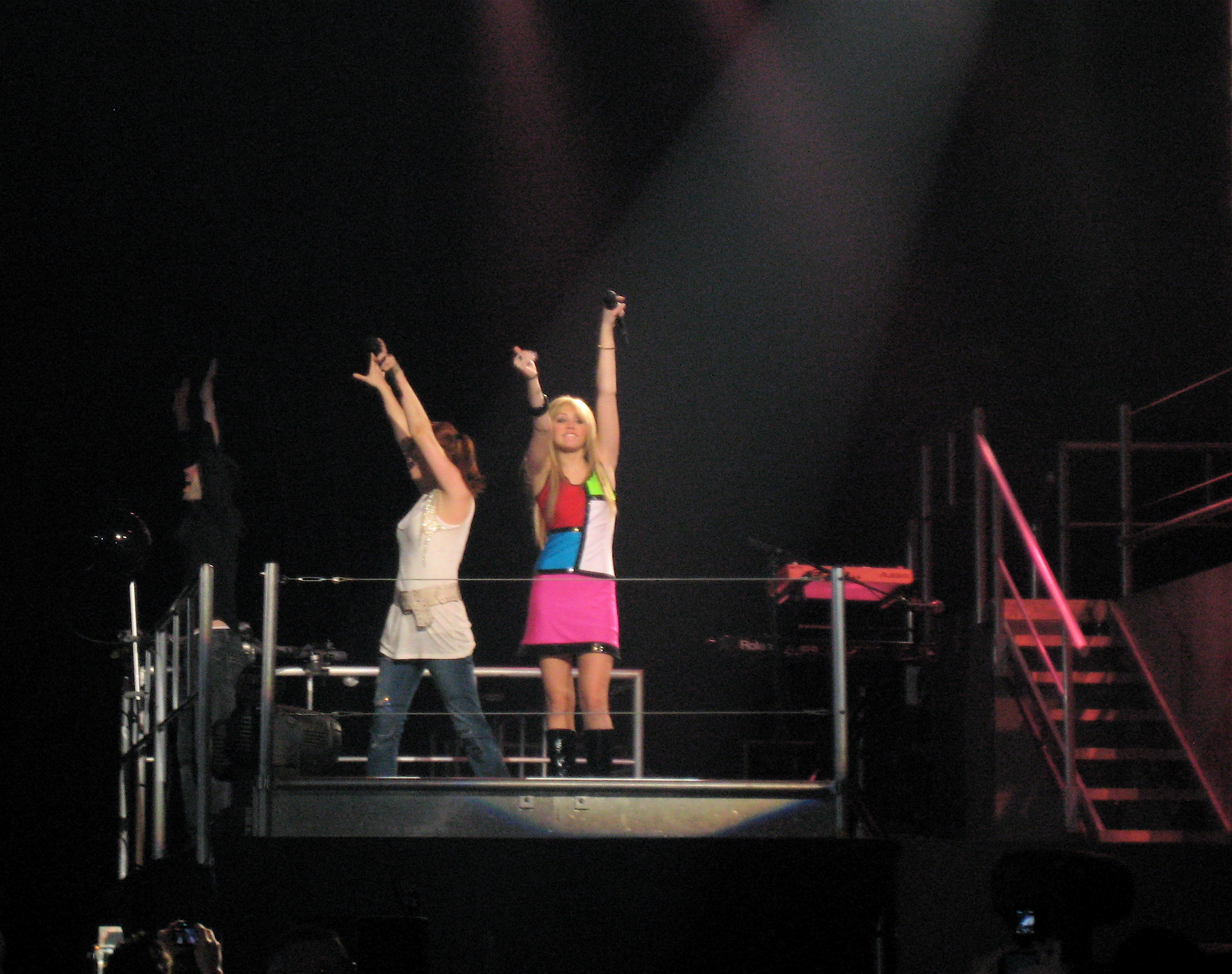
Cyrus jako Hannah Montana w ramach trasy koncertowej Best of Both Worlds Tour.

Miley Ray Stewart (ur. 23 listopada 1992 w Crowley Corners, Tennessee) – fikcyjna, tytułowa bohaterka serialu Hannah Montana oraz filmu Hannah Montana: Film. W jej rolę wcieliła się Miley Cyrus.

## Casting na rolę Miley Stewart
Pierwotnie główna bohaterka serialu miała nazywać się Zoe Stewart, później Chloe Stewart. Aby wytypować pasującą do roli dziewczynę, twórcy postaci zorganizowali casting. Kiedy jedenastoletnia Miley Cyrus przybyła na przesłuchania, dowiedziała się, że jest zbyt niska i młoda, żeby dostać tę rolę. Rok później producenci przydzielili Cyrus rolę głównej bohaterki, której imię zmieniono na Miley Stewart. Ponadto zaproszono do produkcji ojca nastolatki, profesjonalnego aktora Billy'ego Raya Cyrusa, który zagrał w serialu rolę ojca Miley.

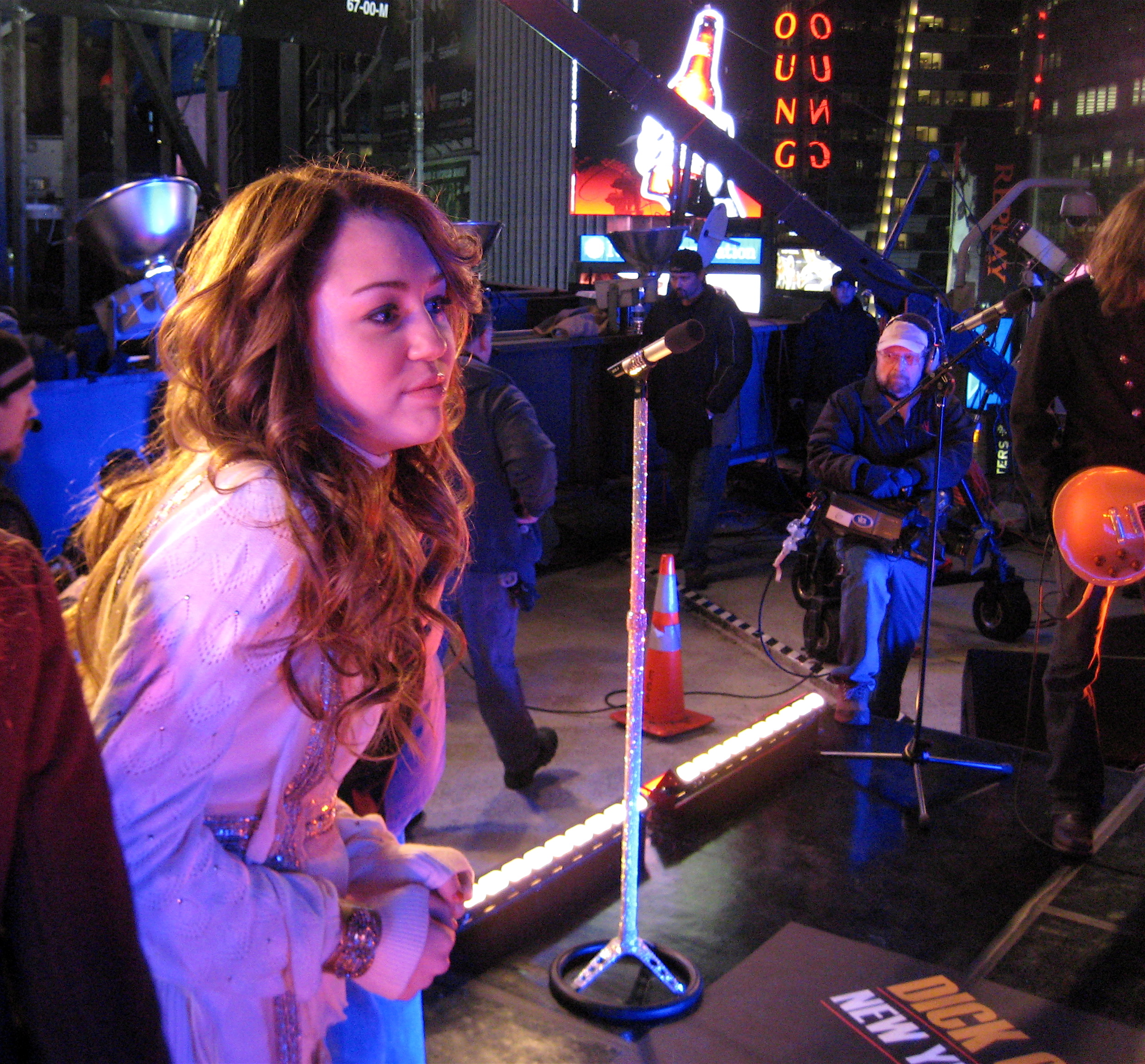
Miley Cyrus podczas kręcenia serialu w roli Miley Stewart.

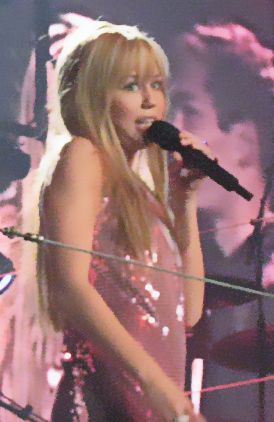
Miley Cyrus w ramach trasy koncertowej Best of Both Worlds Tour.

## Opis postaci

### Życie prywatne
Miley Stewart mieszka w Los Angeles wraz z ojcem Robbym, a także bratem Jacksonem, z którym często się kłóci. Jej matka, Susan Stewart, zmarła gdy dziewczyna miała 10 lat. Stewartci przeprowadzili się do Kalifornii z Tennessee, gdzie pozostała reszta ich rodziny: ciotka Pella, wujek Eryk, babcia Ruthie oraz znienawidzona kuzynka Luann. Miley potajemnie prowadzi podwójne życie jako słynna gwiazda popu - Hannah Montana. Dziewczyna ma dwójkę zaufanych przyjaciół: Lilly Truscott oraz Olivera Okena. Przyjaciółki nienawidzą dwóch rówieśniczek ze szkoły: Amber i Ashley, które ciągle im dokuczają. Chcąc się odegrać, Miley załatwia Amber występ z Hannah Montaną w ramach konkursu i chce ją publicznie upokorzyć. Ostatecznie tego nie robi, gdyż żal jej Amber, która zwierza się jej ze swoich problemów.

### Życie miłosne
W pierwszym sezonie serialu jednym z obiektów uczuć Miley jest jej kolega ze szkoły – Jake Ryan, słynny aktor telewizyjny. Nastolatkowie zaczynają się spotykać, jednak chłopak musi wyjechać, więc ich kontakt urywa się. W drugim sezonie dziewczyna ponownie spotyka gwiazdora, który przychodzi i prosi o wybaczenie; po pewnym czasie Miley puszcza w niepamięć dawne krzywdy wyrządzone przez chłopaka i znów zaczyna się z nim spotykać. Jakiś czas później Jake zdradza jej jeden ze swoich sekretów i bohaterka czuje się winna, że go oszukuje. Postanawia wyjawić mu swoją tajemnicę i zakłada przy nim perukę Hannah Montany. Ich związek nie trwa jednak długo, gdyż para kłóci się, a Jake wyjeżdża. Trzeci sezon przynosi kolejne zmiany. Miley ponownie spotyka Jake'a i w tajemnicy przed ojcem znowu z nim randkuje. Aby zmusić tatę do akceptacji związku, wykorzystuje gitarzystę Jessego, któremu Miley się podoba. Robby w końcu akceptuje związek córki z aktorem, jednak dziewczyna nie przewiduje, że zakocha się w Jessym. Miley stoi przed trudnym wyborem, ale w ostateczności wybiera Jake'a.
W czwartym sezonie w dalszym ciągu jej chłopakiem jest Jake, ale jej przyjaciele – Lilly i Oliver – odkrywają, że gwiazdor ją zdradził. Miley zrywa z nim, a kilka odcinków później zaczyna spotykać się z Jessym, dla którego zdjęła perukę Hannah i pokazała światu, kim jest.

### Szkoła
Miley dobrze się uczy, chociaż ma problemy z biologią. Mimo tego nie poddaje się i znajduje sposoby na efektywne przyswajanie wiedzy. W czwartym sezonie ma kłopoty z uczęszczaniem do szkoły, spowodowane przez ojca, który nie zapisuje jej na czas. Wykorzystuje postać Hannah, aby rozpocząć naukę w placówce, aczkolwiek przeszkadzają jej wielbiący ją uczniowie. Dzwoni więc do prezydenta, który umożliwia jej dalszą edukację. Po ukończeniu szkoły średniej marzy razem z Lilly, o dostaniu się na Stanford University. Jedyną przeszkodą w urzeczywistnieniu tej wizji jest jednoczesne bycie Hannah. Chęć uczęszczania na studia jest kolejnym powodem, dla którego wyjawia światu swój sekret.

### Hannah Montana
Hannah Montana to gwiazda muzyki pop, wielbi ją mnóstwo dzieci na całym świecie. Jednak nikt nie wie, że Hannah to tak naprawdę Miley Stewart, która przebiera się za artystkę. Powodem, dla którego to robi, jest chęć prowadzenia normalnego życia. Oprócz tego pragnie rozwijać talent muzyczny i dzielić się nim z resztą świata. O sekrecie dziewczyny wie jej rodzina, a także najbliżsi przyjaciele: Lilly i Oliver. Oboje często przebywają z Hannah Montaną, jednak idąc jej śladem, tworzą sobie nowe tożsamości. Lilly zostaje Lolą Luftnagle, a Oliver przybiera imię Mike Standley III.

## Osoby wiedzące o sekrecie Miley
- Robby Ray Stewart – tata Miley.
- Jackson Ray Stewart – brat Miley.
- Lillian "Lilly" Truscott (Lola Luftnagle) – najlepsza przyjaciółka Miley i dziewczyna Olivera.
- Oliver Oscar Oken (Mitchell Musso) – przyjaciel Miley i chłopak Lilly.
- Roxy Roker – ochroniarka Miley.
- Lesley "Jake" Rayan – chłopak, przyjaciel Miley.
- Ciocia Dolly – ciocia, matka chrzestna Miley.
- Babcia Ruthie Ray Stewart – matka Robby'ego.
- Lekarz[8]
- Larry[9]
- Wujek Eryk – wujek Miley.
- Policjant Diaria z córką[10]
- Mieszkańcy Crowley Corners – całe miasteczko w Tennessee dowiedziało się o sekrecie w filmowej wersji serialu.
- Fermin – mężczyzna, który był stylistą Hannah w pierwszym odcinku serialu.
- Travis – kolega Miley, z którym chodziła do pierwszej klasy w Tennessee. O sekrecie dowiaduje się w filmowej wersji serialu.
- Mama Lilly – wie, ponieważ była na koncercie Hannah.
- Luann – kuzynka Miley.
- Siena – dziewczyna Jacksona. Miley powiedziała jej prawdę po tym, jak dziewczyna trzykrotnie przyłapała ją w domu Stewartów w przebraniu Hannah.
- Jessy – jest nowym chłopakiem Miley, dowiedział się w jednym z odcinków czwartego sezonu.
- Cały świat – dowiaduje się o niej cały świat w ostatnich odcinkach serialu Hannah Montana Forever.